# Історія митної справи в Україні (з 1991)
Історія митної справи в Україні

## Перші закони
25 червня 1991 р. Верховна Рада України прийняла Закон «Про митну справу в Україні». Закон проголошував, що «Україна як суверенна держава самостійно створює власну митну систему і здійснює митну справу. Митна справа є складовою частиною зовнішньополітичної і зовнішньоекономічної діяльності України». Визначалося також, що «територія України становить єдину митну територію, у межах якої Україна має виняткову юрисдикцію щодо митної справи». Щорічно, 25 червня відзначався День митної служби України.
Перший в історії держави Митний кодекс України, був прийнятий Верховною Радою 12 грудня 1991 р., і набув чинності з 1 січня 1992 р. У Кодексі, що регламентував головні аспекти митної справи, зокрема зазначалося, що «митна справа в Україні розвивається у напрямі гармонізації та уніфікації із загальноприйнятими у міжнародній практиці нормами та стандартами» (ст. 1). Разом із законами України «Про митну справу в Україні», «Про зовнішньоекономічну діяльність» (від 16 квітня 1991 р.), «Про Єдиний митний тариф»(від 5 лютого 1992 р.) Митний кодекс став законодавчою основою організації митної справи та утворення митної системи незалежної України.

## Державний митний комітет України і радянська спадщина
11 грудня 1991 р., напередодні прийняття Митного кодексу, перший Президент України Л. М. Кравчук видав Указ № 1 «Про утворення Державного митного комітету України», яким було затверджено Тимчасове положення про Державний митний комітет (ДМКУ) і призначено його Головою Олексія Михайловича Коваля.
Згідно з Тимчасовим положенням Комітет визначався центральним органом державного управління і мав нести відповідальність за реалізацію митної політики України, забезпечення законодавства про митну справу, ефективне функціонування митної служби. Комітет став керівним органом єдиної державної митної системи, яка складалася з митниць і підпорядкованих ДМКУ підприємств та організацій. Для узгодженого вирішення питань державного управління в галузі митної справи в ДМКУ створювалася колегія у складі Голови, його заступників та інших керівників.
Організацію митної системи України фактично довелося починати заново. Незалежна Україна в 1991 р. успадкувала від колишнього СРСР 25 митниць, 49 митних постів, 29 автомобільних, 4 авіаційні, 14 залізничних, 17 морських і річкових пунктів пропуску. Кількість службовців митних органів становила приблизно 2 тис. осіб. Цього було недостатньо для ефективного митного контролю по всьому периметру державного кордону, що перевищував 7 тис. км.
Окремою проблемою того часу була відсутність мережі внутрішніх митниць, що значно стримувало розвиток зовнішньої торгівлі і було неприпустимим. Крім того, не було розроблено нормативну базу, катастрофічно не вистачало кваліфікованих кадрів. Великою проблемою стала прозорість, а по суті повна відкритість кордонів з Росією, Білоруссю та Молдовою, що не відповідало економічним інтересам України й створювало загрозу її безпеці, адже це використовувалося злочинними елементами для незаконного переміщення зброї, наркотиків, контрабандних товарів.

## Відкриття нових митниць
Гострота цієї проблеми була обумовлена двома важливими факторами. По-перше, упродовж 1990—1991 pp. приблизно втричі зросла кількість суб'єктів зовнішньоекономічної діяльності. На 1 січня 1992 р. їх нараховувалося понад 12 тисяч. Водночас із набуттям чинності в 1992 р. нових нормативно-правових актів щодо подальшого розвитку зовнішньої торгівлі, кількість установ, організацій та приватних осіб, готових включитися у зовнішньоекономічний процес, за прогнозами керівництва ДМКУ, протягом 1992—1993 pp. мала зрости щонайменше у десять разів. По-друге, у зв'язку з лібералізацією зовнішньоекономічної сфери та першими кроками на шляху формування ринкової економіки значно зріс пасажиропотік і вантажні перевезення через митний кордон. Зазначені обставини потребували адекватного реагування на радикальні зміни у сфері зовнішньоекономічних відносин. Для забезпечення ефективного функціонування митної системи та успішного виконання поставлених перед ДМКУ завдань, згідно з наказом від 8 квітня 1992 р. за № 73, на базі митних постів, які залишилися від СРСР, було створено нові митниці.
Перед ДМКУ постало невідкладне завдання щодо розв'язання важливої загальнодержавної проблеми — відкриття нових митниць та митних постів на східних, північних і південно-західних кордонах держави. Уже в березні-квітні 1992 р. створюється 15 нових митниць (Луганська, Сумська, Харківська, Івано-Франківська, Краснолиманська, Рава-Руська, Рівненська, Рахівська, Бердянська та ін.) і 53 митних пости.
Зважаючи на ситуацію на північному та східному кордонах держави, Президент України 12 жовтня 1992 р. видав Розпорядження № 160/92 «Про прикордонно-митний контроль на державному кордоні України з Рес-
публікою Білорусь і Російською Федерацією». В основному це завдання вдалося виконати лише протягом першого півріччя 1993 р. До серпня 1993 р. на українсько-російському кордоні встановлено 15 залізничних, 28 автомобільних пунктів пропуску, одну поромну переправу (Керч). У грудні того ж року тут уже функціонувало 14 митниць і 45 митних постів, які здійснювали митний контроль на 20 залізничних і 37 автомобільних пунктах пропуску. Ще 4 митниці, 12 митних постів, 5 залізничних, 7 автомобільних пунктів пропуску до серпня 1993 р. було створено на кордоні з Республікою Білорусь.
Для створення належних умов для виконання поставлених перед митною службою завдань у грудні 1993 р. Указом Президента України затверджено «Комплексну програму розбудови державного кордону України». Програмою визначався комплекс організаційних, правових та матеріально-технічних заходів щодо подальшого розвитку митної інфраструктури й розвитку мережі пунктів пропуску через державний кордон до 2000 р. Однак кошти на таке будівництво з держбюджету не асигнувалися (з 1993 до 1997 рр. передбачалося виділити 575,3 млн грн, але фактично було виділено 2,1 млн грн.). У таких умовах будівництво митних об'єктів практично припинилося. Тому вже 1996 р. було прийнято рішення про виділення фінансових ресурсів на будівництво за рахунок відрахувань від митних зборів.

## Вдосконалення керованості митницями
Зростання експортно-імпортних операцій і пасажиропотоків, значне збільшення кількості митниць, митних постів та пунктів пропуску суттєво ускладнювали ефективне керівництво митницями з боку Державного митного комітету. Унаслідок великої завантаженості поточною роботою та обмеженою кількістю працівників центральний апарат ДМКУ протягом двох років роботи практично не надавав митницям кваліфікованої допомоги з виїздом на місця, не міг здійснювати ревізій фінансово-господарської діяльності митниць тощо. Разом з тим, зважаючи на значне збільшення обсягів контрабанди та порушень митних правил (зокрема, контрабанди наркотиків, зброї, культурних цінностей, дорогоцінних металів і валюти), ускладнення криміногенної ситуації в прикордонних регіонах, виникла необхідність координувати оперативні заходи як безпосередньо між митницями, так і між митницями та підрозділами Прикордонних військ і правоохоронних органів, а також установити постійну взаємодію з ними.
У зв'язку з цим 28 січня 1994 р. Верховною Радою України було прийнято Закон «Про внесення змін і доповнень до деяких законодавчих актів України з митних питань», за яким у системі Державного митного комітету створено територіальні митні управління (ТМУ). Це суттєво змінило організаційну структуру управління митною справою в державі. Замість двох структурних рівнів (ДМК України — митниці) з'явилося три (ДМК — територіальні митні управління — митниці). На підставі згаданого Закону Постановою Кабінету Міністрів України від 3 червня 1994 р. № 465 створюються територіальні митні управління: Дніпровське (Дніпропетровськ), Західне (Львів), Карпатське (Ужгород), Кримське (Сімферополь), Південне (Одеса), Південно-Східне (Донецьк), Східне (Харків), Центральне (Київ). Територіальні митні управління мали безпосередньо керувати митними установами, розташованими на відповідній території. Таким чином, на 1994 р., у період завершення розгортання митних органів по всьому периметру Державного кордону, в системі митної служби діяло 8 ТМУ, 65 митниць і 222 митних пости.

## Розвиток митно-тарифних правил
5 лютого 1992 р. Верховна Рада прийняла Закон «Про Єдиний митний тариф», який визначив основні напрями тарифного регулювання. 11 січня 1993 р. Декретом Уряду затверджено Єдиний митний тариф України — звід ставок мита відповідно до визначеної товарної номенклатури. Усі предмети, що підлягали митному контролю, було систематизовано, їх найменування і цифрові коди уніфіковано з Гармонізованою системою опису й кодування товарів. Рівень ставок ввізного мита визначався залежно від ступеня обробки й економічної доцільності ввезення того чи іншого виду товару. Середньоарифметична ставка ввізного мита становила 15 %.
У цей же час закладаються основи для проведення узгодженої митно-тарифної політики. У лютому 1993 р. при Кабінеті Міністрів утворено колегіальний орган — Митно-тарифну раду України, на яку покладено реалізацію принципів проведення єдиної митно-тарифної політики в державі. Робочий апарат ради, Секретаріат, діяв у складі ДМКУ. Митно-тарифна рада опрацьовує та вносить пропозиції до проектів законів з питань оподаткування експортно-імпортних операцій.
Починаючи з 1994 р. у тарифній політиці України спостерігається тенденція до протекціонізму, що відобразилося у підвищенні ставок мита на 60–200 %. Стимуляція імпорту стосувалася лише товарів, які не загрожували вітчизняному товаровиробникові. Застосовувалися заходи щодо унеможливлення ухиляння від сплати мита шляхом зниження митної вартості. Було запроваджено справляння податків безпосередньо на кордоні, до моменту фактичної реалізації товарів.

## Членство в ВМО
У перші ж роки свого існування митні органи України почали долучатися до міжнародного співробітництва у сфері митної справи. Так, у червні 1992 р. Україна стала повноправним членом Ради митного співробітництва, яку в жовтні 1994 р. було перейменовано на Всесвітню митну організацію (ВМО).

## Утворення Держмитслужби
Недоліки в роботі територіальних митних управлінь, необхідність подальшого вдосконалення організаційної структури митної системи, посилення митного контролю, боротьби з контрабандою спричинили новий етап радикальної реорганізації митної системи України, що пов'язаний з ім'ям Леоніда Васильовича Деркача, який очолив ДМКУ в липні 1995 р. і доклав великих організаційних зусиль для стратегічного реформування митної служби.
У жовтні 1996 р. керівництво ДМКУ звернулося до Президента України та Уряду з пропозицією щодо утворення на базі Державного митного комітету нового центрального органу виконавчої влади — Державної митної служби України.
29 листопада 1996 р. Президент України Л. Кучма видав Указ «Про Державну митну службу України». Цей указ створив реальні умови для поглибленої структурної перебудови та реформування митної служби, зміцнення її управлінських важелів, підвищення рівня організаторської роботи. Прийняття цього документа — це свідчення виходу митної служби України на якісно новий, вищий рівень розвитку. На базі ДМКУ відповідно до цього Указу було створено Державну митну службу України як центральний орган виконавчої влади.
Реформування митної галузі дозволило ліквідувати дублюючі управлінські структури — територіальні митні управління, реорганізувати або ліквідувати деякі неефективні митниці та нерентабельні митні пости. Митницям, яким належало координувати роботу митниць двох-трьох областей, надано статус регіональних. Усього було створено десять регіональних митниць, а саме: Київська, Західна (Львів), Карпатська (Ужгород), Подільська (Хмельницький), Чорноморська (Одеса), Кримська (Сімферополь), Донбаська (Донецьк), Східна (Харків), Північна (Київ), Дніпровська (Дніпропетровськ). Деякі митниці були безпосередньо підпорядковані Держмитслужбі: Київська спеціалізована, Бориспільська, Севастопольська, Центральна енергетична, Оперативна.
Велику увагу було приділено подальшій розбудові митної інфраструктури. За період з 1996 до 1998 рр. ДМКУ (потім Держмитслужба) виділив на цю справу 171,5 млн грн. Завдяки цьому було реконструйовано старі та введено в дію нові міжнародні та міждержавні автомобільні пункти пропуску. Отже, на 1 січня 2002 р. в системі митної служби України діяли 10 регіональних митниць, 41 митниця (з них 14 внутрішніх, 35 прикор-донних, 1 спеціалізована енергетична та 1 оперативна митниця), 134 митних пости. Це дозволило скоротити черги, облаштувати робочі місця митників за сучасною технологією, забезпечити належні умови для прикордонників та інших служб, поліпшити сервісне обслуговування громадян.
Важливий аспект реорганізації митної служби України — створення ефективної системи професійної підготовки працівників митних органів. Одним із головних напрямків розбудови системи підготовки кадрів для Держмитслужби стало створення власного навчального закладу. 11 червня 1996 р. Президент України Л. Д. Кучма підписав Указ «Про створення Академії митної служби України». Ректором призначено професора Петра Панфіловича Падуна — керівника з багатим досвідом наукової, педагогічної та управлінської діяльності. Академія була визначена як головна навчально-методична установа національної системи підготовки, перепідготовки та підвищення кваліфікації фахівців митної справи. Одночасно спростилася вся система підготовки, до якої з 1998 р. включено: Академію митної служби України (м. Дніпропетровськ), Київський та Хмельницький центри підвищення кваліфікації працівників митних органів.
Наприкінці 2000 р. було розроблено широку програму розвитку прикордонної інфраструктури та комплексу заходів із покращення стану транскордонної співпраці. Програму було охрещено в засобах масової інформації «Контрабанда — стоп» — назва, яка на десятиліття стане однією з найпопулярніших в українському суспільстві та у вітчизняних ЗМІ. Ця, затверджена Указом Президента України від 16.11.2000 № 1241 «Програма дій, спрямованих на підтримання режиму державного кордону України і прикордонного режиму, розвиток Прикордонних військ України та митних органів України, на період до 2005 року», вже з самого її затвердження була недофінансована на 282,2 млн грн.
5 квітня 2001 р. прийнято Закон України «Про митний тариф України», в основу якого покладено Українську класифікацію товарів зовнішньоекономічної діяльності, яка базується на Гармонізованій системі опису та кодування товарів. Законом установлено, що визначення нових та зміна чинних ставок ввізного мита здійснюється Верховною Радою України через прийняття законів України з урахуванням висновків Уряду.
Свідченням ефективної митно-тарифної політики та зростаючої ефективності реформованої митної системи в цілому є показники відрахувань до державного бюджету: 1995 р. — 340 млн грн (2,8 % загального фонду держбюджету); 1996 р. — 1,24 млрд грн (6,4 %); 1997 р. — 2,73 млрд грн (17,1 %); 1998 р. — 3,04 млрд грн (19,3 %); 1999 р. — 4,74 млрд грн (24 %). За результатами 1999 р. прибуток держави сягав 73,3 грн на одну гривню, витрачену на утримання митної служби.
Паралельно відбувався процес удосконалення митного законодавства. Основним напрямом такого вдосконалення стала розробка та прийняття нового Митного кодексу, який би забезпечував ефективність митної політики за обставин існування в державі розвинутих економічних відносин. Верховна Рада України прийняла новий Митний кодекс України 11 липня 2002 р., що з 1 січня 2004 р. набув чинності.
З набуттям чинності у 1998 р. Угоди про партнерство та співробітництво між Україною та Європейським Союзом усе більшої актуальності почало набувати співробітництво з митними органами ЄС, метою якого було зближення митної системи України з митною системою Союзу. Формами такого співробітництва стали обмін інформацією, вдосконалення методів роботи, запровадження об'єднаної номенклатури та єдиного адміністративного документа, взаємозв'язок між транзитними системами України та ЄС, спрощення перевірок формальностей, що стосуються перевезення товарів, підтримка впровадження сучасних митних інформаційних систем, організація семінарів і навчальних циклів. Украй важливими стали проекти технічної допомоги митній службі України за програмою TACIS («Митниця-2, 4, 6, 7», 1996—2005 рр.), що спрямовувалися на будівництво та реконструкцію пунктів пропуску через державний кордон України для автомобільного сполучення відповідно до світових норм; оснащення органів митного контролю сучасними технічними засобами; підвищення фахового рівня співробітників Держмитслужби України.
1 квітня 2005 р. Кабінет Міністрів України видав постанову про затвердження Державної програми «Контрабанді — СТОП» на 2005—2006 рр. (Постанова Кабміну № 260), що суттєво покращила стан боротьби з нелегальним перевезенням через митний кордон України товарів і вантажів, а також поліпшила матеріальне забезпечення митників.
Слід зазначити, що організаційна структура Держмитслужби залежно від пріоритетності державних завдань постійно змінювалась, перебувала в динаміці, оскільки за результатами своєї діяльності реформується відповідно до сучасної промислової та транспортної інфраструктури України, актуальних товарних і транспортних потоків. Так, у 2004—2005 рр. змінилася система територіального управління митними установами. Відбулася реорганізація регіональних митниць в обласні. У 2008 р. до структури митної служби входили 46 митниць (з них 2 — регіональні), 153 митні пости, 217 пунктів пропуску (з них 152 — міжнародних, 36 — міждержавних, 29 — місцевого пропуску). Проводиться постійна робота з питань удосконалення мережі пропускних пунктів (відкриття, облаштування, зміна статусу тощо).
Для поліпшення стану інформаційного забезпечення митних органів розпочато масштабний процес реформування, в рамках якого у 2006 р. створено Регіональну інформаційну митницю, одним із головних завдань якої стало створення багатофункціональної комплексної системи «Електронна митниця».
Митні органи контролювали дотримання законності під час митного оформлення товарів та вантажів. Так, протягом 2009 р. було порушено 318 кримінальних справ про контрабанду та шахрайство, а також зафіксовано 22 005 порушень митних правил. Загальна частка справ, порушених у зв'язку з контрабандою товарів, у 2009 р. становила 53 % від загальної кількості кримінальних справ. Предметами контрабанди були наркотичні засоби (35 %), історичні та культурні цінності (6 %), зброя (5 %), отруйні та сильнодіючі речовини (1 %).
Докорінні зміни в діяльності Держмитслужби знайшли відображення у новому Митному кодексі, який був прийнятий Верховною Радою України 13 березня 2012 р. й набув чинності з 1 червня 2012 р. Запровадження Кодексу мало б знаменувати наближення ДМСУ до світових і європейських стандартів здійснення митної справи. На жаль, більшість із задекларованих намірів і розрекламованих реформ так і залишилися на папері (щоправда кількість митних установ було скорочено з 46 до 28, а кількість митників зменшилася на декілька тисяч осіб), проте реально замість державної митної служби фактично розбудовувалась приватна митна система, що неофіційно обслуговувала обмежене коло наближених до Президента можновладців та «чорною» готівкою оплачувала тіньові потреби Партії регіонів.

## Об'єднання ДМС і ДПС
Наступний період історії митних органів України розпочався з кардинальної структурно-адміністративної реформи, започаткованої 24 грудня 2012 р. урядом М. Я. Азарова. Йшлося про об'єднання Державної митної служби України і Державної податкової служби України в нове центральне відомство — Міністерство доходів і зборів України.
18 березня 2013 р. Указом Президента України було затверджено Положення нового фіскального міністерства. Пункт перший Положення зазначав: "Міністерство доходів і зборів України (Міндоходів України) є центральним органом виконавчої влади, діяльність якого спрямовується і координується Кабінетом Міністрів України.
Але урядові очікування від реформи фіскальних відомств зіткнулися з суворою, навіть несподіваною реальністю. В ході функціонального об'єднання митних та податкових служб в 2013 р. керівництво Міндоходів пішло шляхом елементарної конвергенції (формування комплексу схожих ознак у неспоріднених груп). Зокрема, були об'єднані підрозділи аудиту, незважаючи на те, що митний аудит є формою митного контролю, який є комплексним і цілісним поняттям.
В ході об'єднання двох відомств був втрачений системний підхід до формування кадрового резерву, професійного відбору персоналу через відсутність позитивної динаміки у сфері підготовки та перепідготовки митників, безпідставне руйнування професійної підготовки. Кількість митників, які здійснювали митний контроль та оформлення (6 978 осіб), практично дорівнювало кількості податківців, які виконували адміністративно-господарські функції (6 927 осіб). Практично критична ситуація склалася в пунктах пропуску через державний кордон України. У деяких пунктах пропуску не вистачало особового складу, який мав виконувати процедури пропуску на смугах руху. (
Після створення Міністерства доходів і зборів відбулося зниження кількісних і вартісних показників правоохоронної діяльності з виявлення контрабанди та порушень митних правил. Так, за 2013 р. кількість виявлених правопорушень зменшилась на 0,5 %, а вартість предметів правопорушення — майже у 3 рази (відкрито 23 299 проваджень на суму 796 млн грн.). Так само зменшилась загальна вартість реально вилучених предметів на 50 %, або на 364 млн грн., у тому числі вартість вилучених промислових товарів зменшилась на 258 млн грн., продовольчих товарів — на 15 млн грн., валюти — на 27 млн грн., транспортних засобів — на 129 млн грн. Таким чином, новостворене міністерство шляхом об'єднання митних і податкових органів не змогло продемонструвати суттєве зростання якісних показників в роботі.
Політичні перетворення в Україні, що потягнула за собою Революція Гідності 2013—2014 рр., знову торкнулись структури митних органів. Так, 28 лютого 2014 р. Верховна Рада України прийняла Постанову «Про вдосконалення діяльності органів доходів і зборів», пунктом 1 якої були надані рекомендації Кабміну щодо реформування системи центральних органів виконавчої влади. Зокрема пропонувалося здійснити комплекс заходів, спрямованих на ліквідацію Міністерства доходів і зборів та утворення відповідних центральних органів виконавчої влади у сфері податкової та митної політики.
Водночас Кабмін прийняв Постанову від 1 березня 2014 р. № 67 «Про ліквідацію Міністерства доходів і зборів», якою передбачалось відновлення Державної митної та Державної податкової служб України. Однак, згідно з Постановою Кабінету Міністрів від 21 травня 2014 р. № 160 «Про утворення Державної фіскальної служби», був припинений процес відновлення двох окремих служб та створено Державну фіскальну службу України. При цьому слід мати на увазі, що в ході реалізації заходів, передбачених постановою КМУ від 21 травня 2014 р. № 160 так і не була виконана рекомендація Верховної Ради України щодо утворення відповідних центральних органів виконавчої влади у сфері податкової та митної політики. Пізніше також була не врахована думка Громадської Ради при Державній фіскальній службі щодо відновлення чіткої управлінської вертикалі керування митною справою в Україні.
Відповідно до Постанови Кабінету № 178 від 11 червня 2014 р., число співробітників ДФС складало 56 640 осіб. Центральний офіс складався з 2186 співробітників. Фактична чисельність працівників ДФС станом на 20 січня 2017 року складала 41 868 осіб.
Досить швидко виявилося, що Державна фіскальна служба — це «перевдягнений» Міндоходів та, незважаючи на те, що деякі функції вдалось таки повернути в митний блок (боротьба з митними правопорушеннями, адміністрування митних платежів), усі негативні явища, пов'язані з існуванням такої гібридної інституції, котра суміщає митну і податкову складові, мають місце і сьогодні.
Станом на початок 2018 р. в усіх органах ДФС працювало 41 806 фахівців. З фактичної чисельності працівників територіальних органів ДФС (40 153): кількість фахівців податкового напряму складала 29 915 або 75 %; кількість фахівців митного напряму 10 238 або 25 %.
Незважаючи на драматичні події в Україні, складні і навіть суперечливі адміністративно-організаційні реформи митних органів більшість працівників митниць, міжнародних пунктів пропусків сумлінно виконували і виконують важливі для суспільства і країни завдання.
Відзначимо лише деякі результати цієї діяльності. Так, у 2014 р. митницями складено 15 108 протоколів про порушення митних правил на суму 704 млн грн., що на 35 % менше за кількістю та на 11 % за вартістю предметів правопорушення, ніж у 2013 р. Судами у 2014 р. накладено стягнень у вигляді штрафу та конфіскації на суму 322 млн грн., що на 6 млн грн. або на 2 % менше, ніж у 2013 р. Основним чинником низьких показників правоохоронної діяльності митниць у 2014 р. було те, що з жовтня 2013 р. по вересень 2014 р. функція протидії митним правопорушенням була покладена на підрозділи податкової міліції, що були не зовсім кваліфіковані в цих питаннях.
Водночас після створення відповідного профільного Департаменту та повернення митним органам функції протидії митним правопорушенням спостерігалась позитивна динаміка.
Так, за 4 місяці 2015 р. митницями складено 5 737 протоколів про порушення митних правил на суму 445 млн грн., що на 10 % більше за кількістю і на 72 % за вартістю, ніж за аналогічний період минулого року (4 місяці 2014 року — 5 196 справ, на загальну суму — 259,1 млн грн.). Із них 2 837 справ з реально вилученими предметами правопорушення на суму 204 млн грн., що за вартістю на 50 % більше, ніж у попередньому році (4 місяці 2014 р. — 2 828 справ з реально вилученими предметами правопорушення на суму 135,8 млн грн.). Митницями ДФС розглянуто 1 981 справу про порушення митних правил, що на 21 % більше, ніж за аналогічний період попереднього року (4 місяці 2014 року — 1 628 справ). За результатами розгляду справ митницями накладено штрафів на суму 34 млн грн., що 51 % більше ніж за аналогічний період попереднього року (4 місяці 2014 р. — 22,5 млн грн.).
На шляху розбудови митної співпраці з країнами-членами ЄС свого роду перешкодою були специфічні умови фінансової політики України — переважання фіскального напрямку в повсякденній діяльності українських митниць. Зовнішньоторговельний обіг України здійснювався з 226 країнами світу. За даними митної статистики, загальний зовнішньоторговельний обіг за 2017 р. склав 92,8 млрд дол. США, у 2016 р. — 75,2 млрд дол. Між експортом та імпортом це розподіляється таким чином: у 2016 р. — імпорт складав — 38,9 млрд дол. США; експорт — 36,4 млрд дол. США. За результатами 2017 р. — імпорт 49,5, експорт — 43,3 млрд дол. США. До загального фонду державного бюджету було спрямовано митних платежів за 2016 р. — 235,3 млрд гривень; за 2017 р. — 303,8 млрд гривень.

## Відновлення Держмитслужби, як самостійного органу
Наприкінці 2018 року Уряд України розпочав реалізацію чергових адміністративних заходів щодо підвищення ефективності фіскальних органів держави. Згідно з його рішенням ДФСУ ліквідувалась, а на її базі відновлювались самостійні служби — ДМСУ та ДПС. КМУ затвердив «Положення про Державну митну службу України». В результаті здійснених реформ, станом на 01.01.2024 р. ДМСУ складається з центрального апарату: керівництво (Голова служби, перший заступник, три заступники, 17 департаментів, 4 окремих відділів та 16 територіальних підрозділів (митниць). Гранічна чисельність працівників ДМСУ становить: 771 посад в центральному апараті та 10507 посад в територіальних підрозділах. В складних умовах україно-російської війни митниці Держмитслужби продовжують виконувати покладені на них державою завдання в сфері регулювання експортно-імпортної діяльності. Так за 2022 рік загальна вартість товарообігу в процесі митного оформлення склала — 103676 млн дол. США, з них експорт — 44173 млн долл., імпорт — 59503 млн долл. 2023 рік загальні показники склали загальну вартість іспорту — 63 518 443 млн долл. США, експорту — 36 185 822 млн долл. США [13].

## Керівники
- Деркач Леонід Васильович (07.1995 — 04.1998),
- Соловков Юрій Петрович (05.1998 — 11.2001),
- Каленський Микола Миколайович (11.2001 — 02.2005),
- Скомаровський Володимир Володимирович (03.2005 — 09.2005),
- Єгоров Олександр Борисович (09.2005 — 12.2007),
- Хорошковський Валерій Іванович (12.2007 — 01.2009),
- Макаренко Анатолій Вікторович (01.2009 — 03.2010), Калєтнік Ігор Григорович (03.2010 — 11.2012),
- Нефьодов Максим Євгенович (07.2019 — 11.2020),
- Рябікін Павло Борисович (11.2020 — 11.2021),
- Демченко Вячеслав Вадимович (11.2021 — 01.2023).

З лютого 2023 р. тимчасово виконуючий обов'язки Голови служби — Звягінцев Сергій Борисович.